# Cuarto gobierno de Juan Vicente Herrera
El cuarto gobierno de Juan Vicente Herrera fue el ejecutivo regional de Castilla y León, constituido inicialmente tras la investidura en junio de 2011 de Juan Vicente Herrera como presidente de dicha comunidad autónoma española y que perduró hasta julio de 2015.

## Historia
Investido por las Cortes de Castilla y León el 23 de junio de 2011, Juan Vicente Herrera tomó posesión de su cuarto mandato como presidente de la Junta de Castilla y León el 27 de junio. Los miembros que escogió como consejeros de su gobierno tomaron posesión al día siguiente, el 28 de junio.
| Nombre                                | Retrato  | Cargo                                            | Inicio              | Fin                | Partido | Partido | Refs        |
| ------------------------------------- | -------- | ------------------------------------------------ | ------------------- | ------------------ | ------- | ------- | ----------- |
| Juan Vicente Herrera                  |          | Presidente de la Junta de Castilla y León        | 27 de junio de 2011 | 6 de julio de 2015 |         | PP      |             |
| José Antonio de Santiago-Juárez López |          | Consejero de Presidencia                         | 28 de junio de 2011 | 8 de julio de 2015 |         | PP      | [ 5 ] [ 6 ] |
| José Antonio de Santiago-Juárez López | Portavoz | 28 de junio de 2011                              | 8 de julio de 2015  |                    |         | PP      | [ 5 ] [ 6 ] |
| Tomás Villanueva Rodríguez            |          | Consejero de Economía y Empleo                   | 28 de junio de 2011 | 8 de julio de 2015 |         | PP      | [ 5 ]       |
| Pilar del Olmo Moro                   |          | Consejera de Hacienda                            | 28 de junio de 2011 | 8 de julio de 2015 |         | PP      | [ 5 ]       |
| Antonio Silván Rodríguez              |          | Consejero de Fomento y Medio Ambiente            | 28 de junio de 2011 | 8 de julio de 2015 |         | PP      | [ 5 ]       |
| Silvia Clemente Municio               |          | Consejera de Agricultura y Ganadería             | 28 de junio de 2011 | 8 de julio de 2015 |         | PP      | [ 5 ]       |
| Antonio María Sáez Aguado             |          | Consejero de Sanidad                             | 28 de junio de 2011 | 8 de julio de 2015 |         | PP      | [ 5 ]       |
| Milagros Marcos                       |          | Consejera de Familia e Igualdad de Oportunidades | 28 de junio de 2011 | 8 de julio de 2015 |         | PP      | [ 5 ]       |
| Juan José Mateos Otero                |          | Consejero de Educación                           | 28 de junio de 2011 | 8 de julio de 2015 |         |         | [ 5 ]       |
| Alicia García Rodríguez               |          | Consejera de Cultura y Turismo                   | 28 de junio de 2011 | 8 de julio de 2015 |         | PP      | [ 5 ]       |